# 孔陵站
孔陵站（：／ Gongreung yeok */?）副站名首爾科學技術大學（서울과학기술대），是首爾地鐵7號線沿線的一座地下車站，位於韓國首爾特別市蘆原區孔陵洞。

## 車站構造
站體為2面2線側式月台的地下車站，候車月台設有月台幕門，並有4處出口。

### 月台配置
| 下溪 ↑ |
| \| 上  |
| ↓ 泰陵 |

| 月台 | 路線           | 目的地                                 |
| ---- | -------------- | -------------------------------------- |
| 上行 | ●首爾地鐵7號線 | 下溪、蘆原、道峰山、長岩方向           |
| 下行 | ●首爾地鐵7號線 | 泰陵、內方、新中洞、富平區廳、石南方向 |

## 歷史
- 1996年10月11日：落成啟用。

## 車站周邊
- 首爾科學技術大學
- 京畿機械工業高校
- 首爾孔硯初等學校
- 韓國通訊孔陵營業所
- 孔陵市場
- 韓國原子力醫學院附設原子力醫院（朝鲜语：한국원자력의학원원자력병원）
- 中浪川（朝鲜语：중랑천）
- 孔陵洞教堂
- 寒川近鄰公園

## 圖片

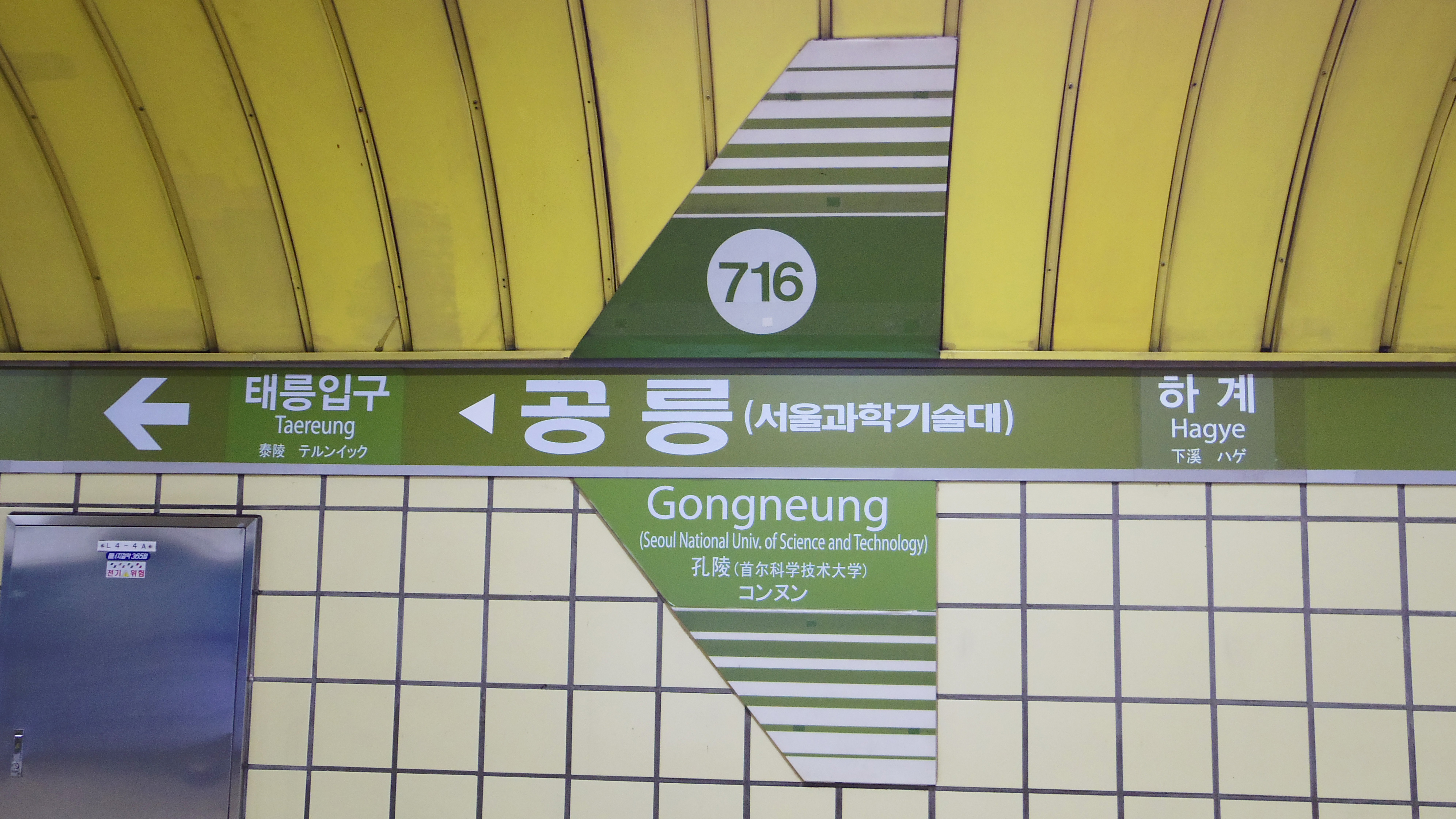
站名牌
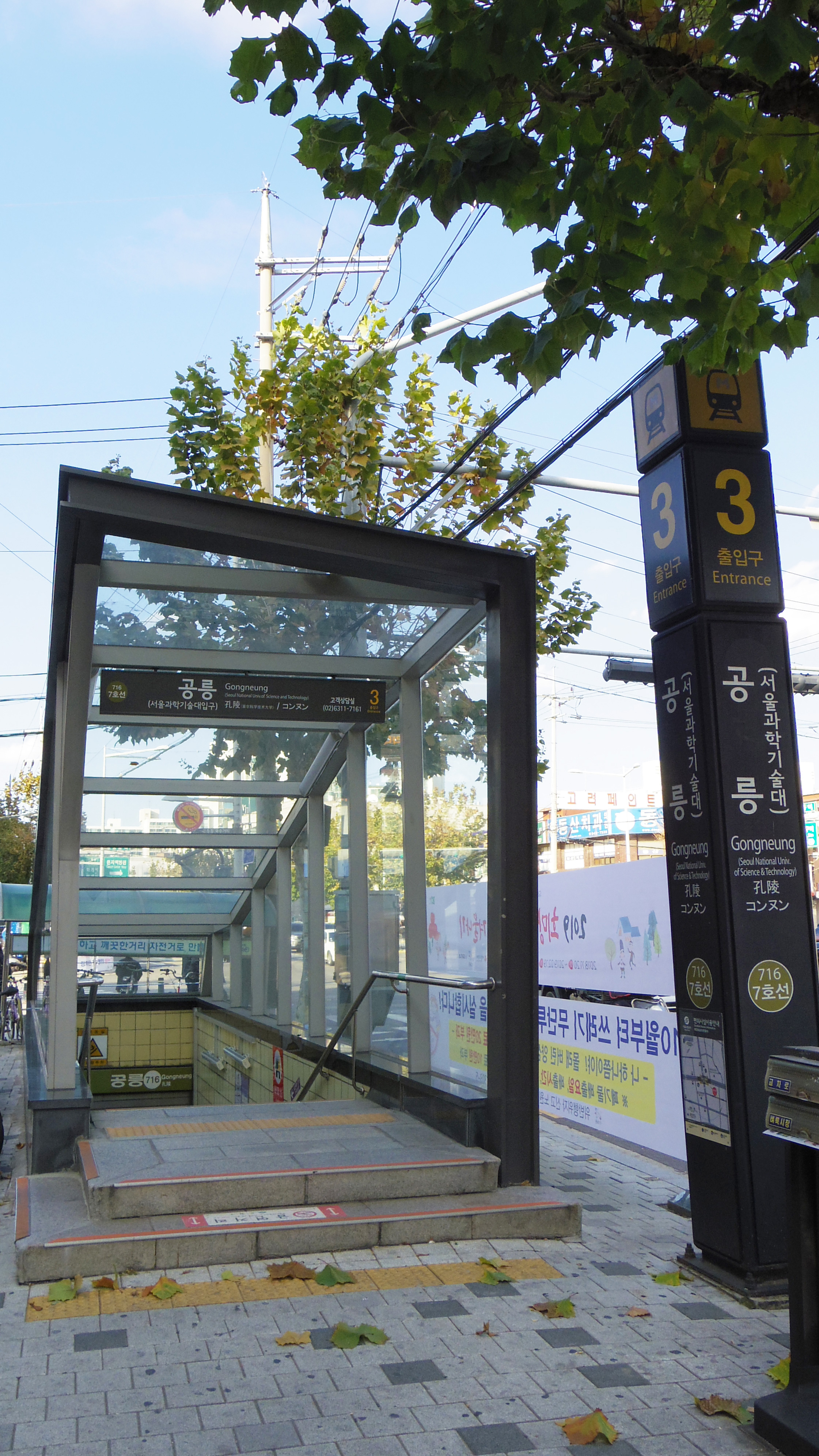
3號出口
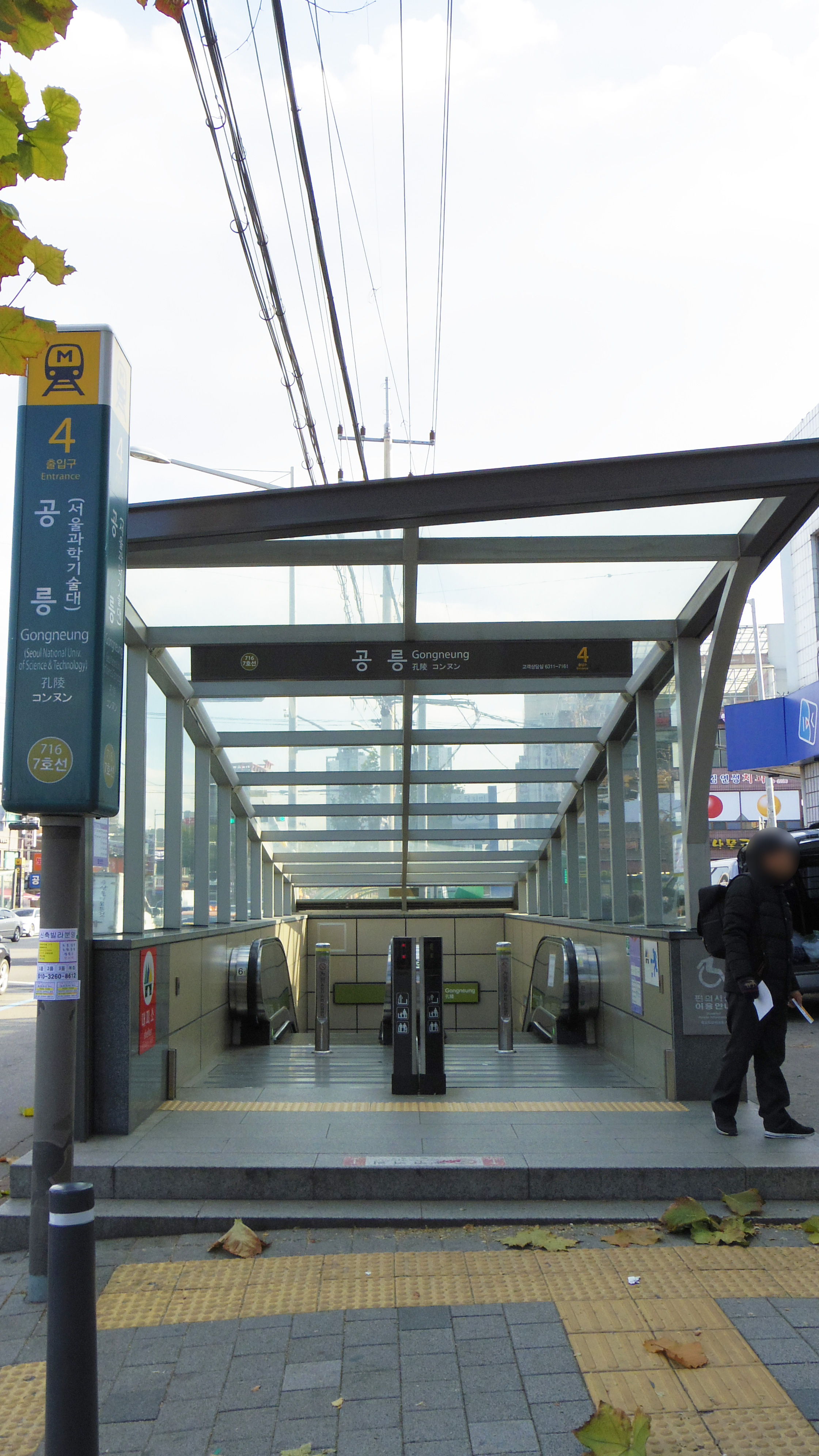
4號出口

## 相鄰車站
首爾交通公社
●首爾地鐵7號線
下溪（715）－孔陵（716）－泰陵（717）